# SummerSlam (2003)
SummerSlam 2003 est le seizième SummerSlam, une manifestation télédiffusée de catch visible uniquement en paiement à la séance et produite par la World Wrestling Entertainment. Il s'est déroulé le 24 août 2003 à l'America West Arena de Phoenix dans l'Arizona et comprenait les catcheurs des divisions RAW et WWE SmackDown.
Neuf matchs comprenant deux matchs principaux mettant chacun en vedette des catcheurs de chaque division sont programmés. Le premier était un match sans disqualification entre deux catcheurs de SmackDown pour le titre de Champion de la WWE et le deuxième une Elimination Chamber entre des catcheurs de RAW pour le titre de Champion du monde poids-lourds de la WWE. C'était la deuxième fois que la WWE programmait une Elimination Chamber, la première s'était déroulée aux Survivor Series en 2002.

## Contexte

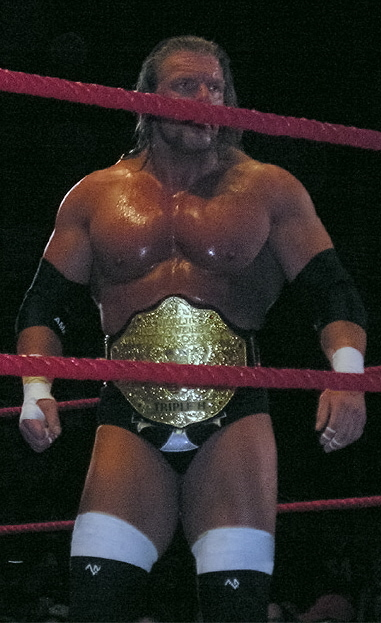
Triple H en tant que Champion du monde poids-lourds.

Les spectacles de la World Wrestling Entertainment sont généralement constitués de matchs justifiés par des rivalités ou qualifications survenues dans les émissions de la WWE RAW et Smackdown auxquels appartiennent tous les catcheurs présents lors de l'évènement. L'évènement comprenait neuf matchs aux résultats prédéterminés par les scénaristes de la WWE.
Les catcheurs de la division RAW participent à l'Elimination Chamber, un des matchs principaux de SummerSlam, qui se déroule dans un ring entouré d'une cage en métal de forme cylindrique. Le match est pour le titre de Champion du monde poids-lourds de la WWE détenu par Triple H opposé à Bill Goldberg, Chris Jericho, Randy Orton, Kevin Nash et Shawn Michaels. Les termes du match ont commencé à être présentés le 22 juillet lors de la conférence de presse de SummerSlam où Eric Bischoff, alors manager général de RAW, annonce que Triple H défendra le championnat contre Goldberg dans un match simple,. Le 4 août lors d'un épisode de RAW, Bischoff annonce que le match pour le titre mondial poids-lourds sera un match simple sans disqualification. Plus tard dans la soirée, Steve Austin, modifie l'annonce de Bischoff et déclare que le championnat sera mis en jeu lors d'une Elimination Chamber où Triple H défendra son titre contre 5 catcheurs, Goldberg, Chris Jericho, Kevin Nash, Randy Orton et Shawn Michaels,. Six jours avant SummerSlam, pendant l'épisode de RAW du 18 août, la rivalité entre les six concurrents s'intensifie. Lors du segment Highlight Reel, ils sont interviewés par Chris Jericho et chacun nargue les autres, l'émission se finit en bagarre générale entre les six catcheurs.

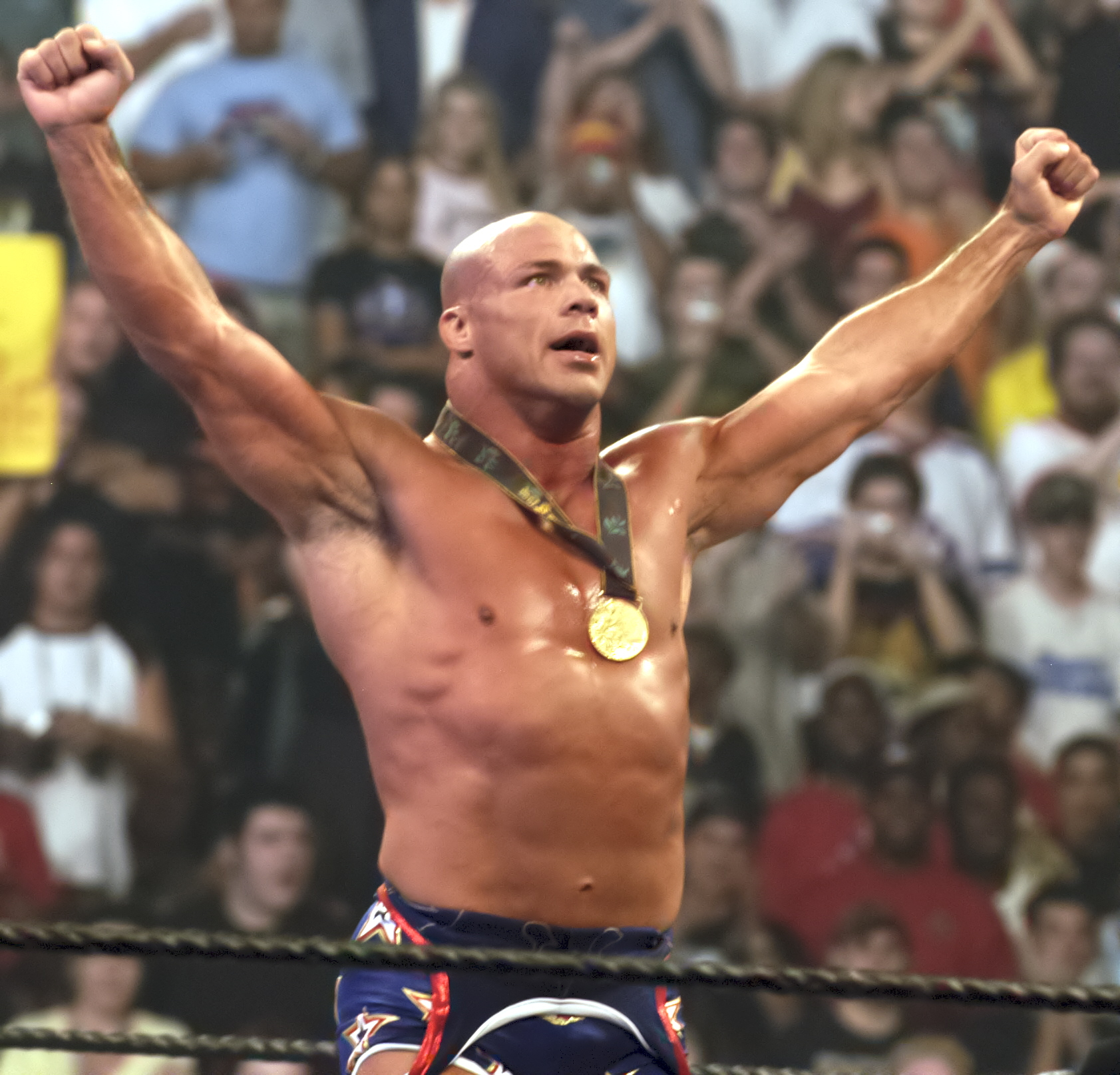
Kurt Angle, le Champion de la WWE.

Le deuxième match central présente un match standard entre deux catcheurs de SmackDown!, Kurt Angle et Brock Lesnar pour le titre de Champion de la WWE détenu par Angle. Les termes du match ont commencé à être annoncés le 31 juillet lors d'un épisode de SmackDown! où Lesnar prend la parole sur le ring et provoque Angle pour un match revanche de leur combat lors de Vengeance 2003, l'évènement précédent de la WWE où Angle remporte le titre alors détenu par Lesnar. Vince McMahon annonce alors que pour avoir une chance de récupérer le titre, Lesnar devra gagner un match en cage. Son adversaire ne sera autre que Vince McMahon et le match se déroulera la semaine suivante à SmackDown! avec Angle comme arbitre spécial,. Le match se conclut sans vainqueur, McMahon et Lesnar ayant tous les deux attaqué Angle. La semaine suivante à SmackDown, McMahon annonce qu'Angle défendra son titre face à Lesnar à Summerslam.
L'évènement comporte également un match sans disqualification entre deux catcheurs de SmackDown!, Rob Van Dam et Kane, placé avant le match pour le titre de Champion du monde poids-lourds. Les évènements qui ont précédé ce match ont débuté le 23 juin lors d'une émission de RAW, lorsque Kane enlevait son masque et laissait voir son visage à RVD et au public après avoir perdu contre Triple H lors d'un match pour le titre de Champion du monde poids-lourds. Puis, le 7 juillet, Kane attaquait Rob Van Dam en coulisses lors d'un épisode de RAW. La semaine suivante à RAW, Bischoff accorde à Rob Van Dam un match simple contre Kane. Le match a lieu la semaine suivante à RAW et se termine sans vainqueur. Le 4 août, Shane McMahon, le fils de Vince McMahon annonce que Kane et Van Dam s'affronteront dans un match sans disqualification à SummerSlam.
Un match standard entre quatre catcheurs pour le titre de champion des États-Unis de la WWE est également programmé, précédant le premier des deux matchs principaux. Le match met en vedette des catcheurs de la division SmackDown! et Eddie Guerrero y défend son titre contre Chris Benoit, Rhyno et Tajiri. Les évènements qui ont amené à ce match sont construits autour de deux rivalités : d'un côté entre Guerrero et Tajiri, et l'autre entre Benoit et Rhyno. Le 7 août 2003, lors d'un épisode de SmackDown!, Guerrero et Benoît s'affrontent dans un match standard. Rhyno et Tajiri interfèrent dans le match qui prend fin sans vainqueur. Sgt. Slaughter, alors officiel de la WWE, déclare que le match sera donc un match par équipe opposant Benoît et Tajiri à Guerrero et Rhyno, que les premiers remportent,. La semaine suivante à SmackDown, il est annoncé que Guerrero défendra son titre de champion des États-Unis de la WWE contre Benoit, Rhyno et Tajiri à SummerSlam.

## Déroulement de l'évènement
| Autre personnel de la WWE présent | Autre personnel de la WWE présent |
| Rôle                              | Nom                               |
| --------------------------------- | --------------------------------- |
| Commentateur                      | Jerry Lawler (RAW)                |
| Commentateur                      | Jim Ross (RAW)                    |
| Commentateur                      | Michael Cole (SmackDown!)         |
| Commentateur                      | Tazz (SmackDown!)                 |
| Arbitre                           | Mike Chioda                       |
| Arbitre                           | Jack Doan                         |
| Arbitre                           | Brian Hebner                      |
| Arbitre                           | Earl Hebner                       |
| Arbitre                           | Nick Patrick                      |
| Arbitre                           | Chad Patten                       |
| Arbitre                           | Charles Robinson                  |
| Arbitre                           | Mike Sparks                       |
| Arbitre                           | Mark Yeaton                       |
| Annonceur de ring                 | Howard Finkel                     |
| Annonceur de ring                 | Tony Chimel                       |

Avant le début de la diffusion de l'événement à la télévision, un épisode de Sunday Night Heat, autre programme de la WWE, a été enregistré en direct. Le premier match prévoit un combat entre Matt Hardy et Zach Gowen mais Gowen s'étant blessé le 21 août à SmackDown!, il n'a pas pu participer au match. Matt Hardy remporte donc le match par forfait. L'autre match est un combat pour le titre de Champion mi-lourds de la WWE où Rey Mysterio conserve son titre contre Shannon Moore.

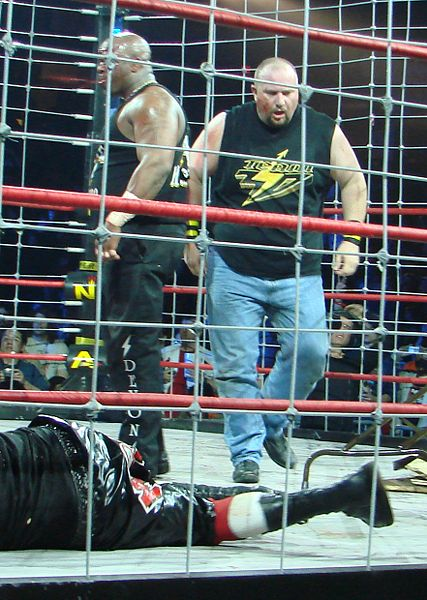
Les Dudley Boyz qui ont participé au match pour les titres de Champions du monde par équipe de la WWE.

La diffusion en direct à la télévision débute ensuite avec le match par équipe pour les titres de
Champions du monde par équipe de la WWE où l'équipe championne La Résistance (René Duprée et Sylvain Grenier) défend son titre face aux Dudley Boyz (Bubba Ray et D-Von). Tout au long du match, les deux équipes ont réalisé beaucoup de manœuvres offensives et les Dudley Boyz étaient en mesure de prendre le dessus après avoir exécuté un Flapjack et un cutter en combinaison sur Dupree. Mais Rob Conway, déguisé en caméraman, intervient dans le match pendant que l'arbitre était distrait et frappe D-Von avec la caméra. Duprée effectue alors le tombé sur D-Von ce qui permet à son équipe de conserver les titres de Champions du monde par équipe.
Le combat suivant oppose l'Undertaker et A-Train dans un match classique. Après un début de match équilibré, l'Undertaker prend l'avantage en tentant un tombstone piledriver sur A-Train. Il contre la manœuvre et l'Undertaker heurte l'arbitre. A-Train prend l'avantage mais l'arbitre à terre tarde à effectuer le compte de trois. Ce dernier sera une deuxième fois mis involontairement à terre par l'Undertaker. A-Train profite de la situation et essaye de le frapper avec une chaise, mais l'Undertaker contre l'attaque en renvoyant la chaise sur son adversaire. Il exécute ensuite un chokeslam, envoie A-Train à terre et effectue le tombé.
Dans le troisième match, Shane McMahon affronte Eric Bischoff dans un match simple. Le combat débute par une bagarre en dehors du ring. Jonathan Coachman sort ensuite des coulisses et frappe McMahon avec une chaise. Bischoff saisit le micro et annonce que le match sera un match sans disqualification où le tombé peut se faire n'importe où dans l'arène, il n'est donc pas disqualifié à la suite de l'intervention de Coachman. Bischoff et Coachman poursuivent en exécutant une double attaque en équipe sur McMahon. Steve Austin interfère alors en effectuant un stunner sur Coachman puis sur Bischoff. Après cela, McMahon place Bischoff sur la table des commentateurs et effectue un diving elbow drop sur lui, cassant la table. McMahon conclut le match en effectuant le tombé sur Bischoff.

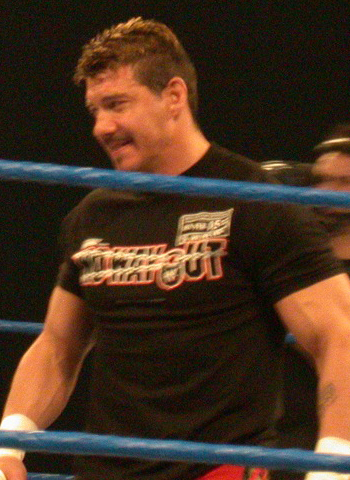
Eddie Guerrero qui défendait à SummerSlam son titre de Champion des États-Unis.

Le match suivant était un match simple opposant quatre catcheurs de SmackDown pour le titre de Champion des États-Unis défendu par Eddie Guerrero face à Chris Benoit, Rhyno et Tajiri. Au début du match, Guerrero se bat contre Tajiri pendant que Benoit affronte Rhyno. Au cours de la rencontre, Guerrero a appliqué une prise de soumission appelée Texas Cloverleaf sur Tajiri, tandis que Benoît a utilisé le crossface sur Rhyno.
Tajiri exécute ensuite un coup de pied circulaire sur Benoit. Cette attaque distrait l'arbitre ce qui permet à Guerrero de frapper Rhyno avec sa ceinture de champion. Tajiri tente de continuer à frapper Benoit mais celui-ci contre l'attaque et parvient à monter sur ses épaules. Tajiri réplique en le faisant passer par-dessus la 3e corde du ring. Guerrero profite de la situation  pour effectuer un frog splash depuis un poteau du ring sur Rhyno suivi du tombé, conservant ainsi son titre de Champion des États-Unis,.
Le cinquième match met en vedette deux catcheurs de la division WWE SmackDown dans un match standard où Kurt Angle défend son titre de Champion de la WWE contre Brock Lesnar. Quelques minutes après le début du match, Lesnar sort du ring, s'empare de la ceinture et commence à partir mais Angle le ramène sur le ring. Angle réalise ensuite de nombreuses manœuvres offensives, y compris un DDT et un Olympic slam et applique enfin un ankle lock sur Lesnar. Lesnar contre la prise et frappe involontairement l'arbitre. Angle applique une Guillotine choke sur Lesnar et exécute un autre ankle lock. Mr. McMahon, qui était alors manager de Lesnar, monte sur le ring et frappe Angle avec une chaise pour libérer Lesnar de la prise de soumission, l'arbitre est alors toujours à terre et Lesnar n'est donc pas disqualifié. Par la suite, Lesnar tente à deux reprises d'exécuter un F-5  sur Angle et à la deuxième tentative, Angle contre la soumission et oblige Lesnar à abandonner. Il conserve donc son titre,.
Le match suivant comprend deux catcheurs de la division Raw, Rob Van Dam et Kane, dans un match sans disqualification. Les deux catcheurs ont utilisé dès le début du match des échelles. Kane a ensuite tenté de sauter sur Van Dam depuis la troisième corde mais a atterri sur la barricade de l'arène. Van Dam a ensuite exécuté un salto avant pour frapper Kane avec une chaise. Il tente ensuite de frapper Kane une seconde fois mais celui-ci parvient à sortir du ring. Van Dam essaye lors une technique aérienne effectuée de l'intérieur du ring mais est rattrapé par Kane qui exécute un tombstone piledriver suivi du tombé et remporte le match,.

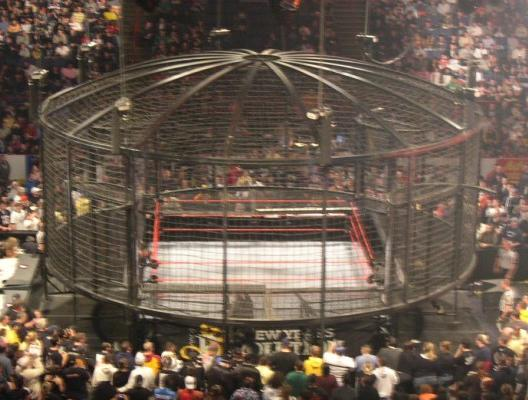
La structure de la Chambre d'Élimination.

Le match qui clôture le spectacle est une Chambre d'Élimination entre des catcheurs de RAW pour le titre de Champion du monde poids-lourds de la WWE défendu par Triple H face à Chris Jericho, Goldberg, Kevin Nash, Randy Orton et Shawn Michaels. Le match débute avec Jericho et Michaels sur le ring pendant que Goldberg, Nash, Orton et Triple H sont dans les chambres. Jericho et Michaels s'affrontent sans qu'aucun ne prenne l'avantage sur l'autre. Orton et Nash sont respectivement les troisième et quatrième entrants. Nash est le premier catcheur éliminé lorsque Michaels lui administre un superkick (coup de pied au visage) et effectue le tombé. Entrent ensuite Triple H puis Goldberg. Aussitôt sorti, Triple H reçoit un superkick de Michaels, ce qui le renvoie dans la chambre. Goldberg entre dans le match en effectuant directement un plaquage sur Orton puis le tombé pour l'éliminer. Il exécute ensuite un Suplex Powerslam sur Michaels et un spear à travers la vitre d'une chambre sur Jericho qui sont tous les deux éliminés par tombé. Ne reste plus sur le ring que Goldberg et Triple H, qui était resté dans la chambre. Goldberg fracasse la vitre de la chambre pour faire sortir Triple H, le faisant sortir de celle-ci. Ric Flair qui était manager de Orton et de Triple H, donne alors une masse à ce dernier au travers de la cage. Goldberg tente alors une autre attaque sur Triple H qui le frappe avec, ce qui lui permet d'effectuer le tombé et de conserver son titre,.

## Réception
SummerSlam 2003 a rapporté 715 000 $ (487 386 €) grâce à la vente des billets pour un public de 16 113 personnes et environ 415 000 paiements à la séance,, plus que lors de l'édition précédente. Cet évènement a permis à la WWE d'augmenter ses recettes liées aux manifestations télédiffusées uniquement en paiement à la séance de 6 200 000 $ (4 226 288 €) par rapport à l'année précédente. Le site d'informations en ligne Canadian Online Explorer a donné une note de 7/10 à l'évènement contre 5/10 pour l'édition de 2004. L'Elimination Chamber avec les catcheurs de RAW obtient une note de 8.5/10 mais est noté 1/10 pour la façon dont le match se termine. Le deuxième match principal avec des catcheurs de SmackDown pour le titre de Champion de la WWE obtient lui une note de 9/10.
L'événement est sorti en DVD le 23 septembre 2003 par Sony Music Entertainment et a atteint la 3e position au classement des meilleures ventes effectué par le Billboard magazine pour le week-end du 18 octobre 2003 puis descend ensuite dans le classement jusqu'au 6 décembre 2003 où il se classe 14e.

## Résultats
Matchs
| #                 | Résultats | Stipulation                                                   | Temps |
| ----------------- | --- | ------------------------------------------------------------- | ----- |
| Sunday Night Heat | Matt Hardy bat Zach Gowen par forfait                                                                           | Match simple                                                  | 0:00  |
| Sunday Night Heat | Rey Mysterio (c) bat Shannon Moore                                                                              | Match simple pour le Championnat poids moyens                 | 2:03  |
| 1                 | La Résistance (René Duprée et Sylvain Grenier) (c) bat The Dudley Boyz (Bubba Ray et D-Von) (avec Spike Dudley) | Tag team match pour le Championnat du monde par équipe        | 7:49  |
| 2                 | The Undertaker bat A-Train (avec Sable)                                                                         | Match simple                                                  | 9:19  |
| 3                 | Shane McMahon bat Eric Bischoff                                                                                 | Falls Count Anywhere match                                    | 10:36 |
| 4                 | Eddie Guerrero (c) bat Chris Benoit, Rhyno et Tajiri                                                            | Fatal Four-Way match pour le Championnat des États-Unis       | 10:50 |
| 5                 | Kurt Angle (c) bat Brock Lesnar                                                                                 | Match simple pour le Championnat de la WWE                    | 20:48 |
| 6                 | Kane bat Rob Van Dam                                                                                            | Match sans disqualification                                   | 12:49 |
| 7                 | Triple H (c) bat Bill Goldberg, Chris Jericho, Randy Orton, Kevin Nash et Shawn Michaels                        | Elimination Chamber pour le Championnat du monde poids-lourds | 19:12 |

### Détails de l'Elimination Chamber
| Ordre d'élimination | Catcheur       | Numéro d'entrée | Éliminé par   | Élimination                                                 | Temps |
| ------------------- | -------------- | --------------- | ------------- | ----------------------------------------------------------- | ----- |
| 1                   | Kevin Nash     | 4               | Chris Jericho | Sweet Chin Music par Michaels suivi d'un Roll-up de Jericho | 8:05  |
| 2                   | Randy Orton    | 3               | Bill Goldberg | Spear (plaquage)                                            | 13:01 |
| 3                   | Shawn Michaels | 2               | Bill Goldberg | Spear suivi d'un Jackhammer                                 | 15:19 |
| 4                   | Chris Jericho  | 1               | Bill Goldberg | Spear suivi d'un Jackhammer                                 | 16:03 |
| 5                   | Bill Goldberg  | 6               | Triple H      | Coup de masse de Triple H                                   | 19:12 |
| Vainqueur           | Triple H       | 5               |               |                                                             | 19:12 |